# Pseudocordylus
Pseudocordylus — рід ящірок родини поясохвостів (Cordylidae). Представники цього роду мешкають в Південній Африці.

## Види
Рід Pseudocordylus нараховує 6 видів:
- Pseudocordylus langi Loveridge, 1944
- Pseudocordylus melanotus (A. Smith, 1838)
- Pseudocordylus microlepidotus (Cuvier, 1829)
- Pseudocordylus spinosus V. FitzSimons, 1947
- Pseudocordylus subviridis (A. Smith, 1838)
- Pseudocordylus transvaalensis V. FitzSimons, 1943